# Lexus LBX
La Lexus LBX (in giapponese: レ ク サ ス ・ LBX; Hepburn: Rekusasu LBX) è un crossover SUV di piccole dimensioni prodotto dalla casa automobilistica giapponese Lexus dal 2023.

## Profilo e contesto

### Nome
Secondo Lexus, il nome "LBX" è un acronimo che sta per "Lexus Breakthrough X(cross)-over". È il secondo modello della casa giapponese ad adottare un nome di tre lettere, dopo la Lexus LFA del 2011. In origine doveva chiamarsi BX, ma per evitare conflitti e controversie legali con la Citroën, che ha prodotto in Europa negli anni '80 il modello BX, la dirigenza nipponica ha optato per LBX.

### Debutto
Sviluppata principalmente per l'Europa e il Giappone, è stata presentata in anteprima mondiale il 5 giugno 2023 a Milano durante un evento riservato alla stampa di settore; la LBX è il modello più piccolo della gamma Lexus, collocandosi al di sotto della Lexus UX. È anche il primo modello della casa nipponica ad essere basato sulla piattaforma GA-B, condivisa con la Toyota Yaris Cross e la Toyota Yaris.
Lo sviluppo della LBX è stato guidato dall'ingegnere capo Kunihiko Endo.

### Tecnica e meccanica
L'unico motore disponibile al lancio è un full hybrid in cui un motore a benzina a tre cilindri da 1,5 litri è abbinato a un motore elettrico. La potenza complessiva del sistema è di 100 kW (136 CV). La vettura accelera da 0 a 100 km/h in 9,2 secondi e raggiunge una velocità massima di 170 km/h.
La LBX adotta una batteria bipolare al nichel idruro, che offre una densità di potenza e un potenziale energetico maggiori rispetto alle tradizionali celle agli ioni di litio. Rispetto a una normale batteria NiMH, essa è più leggera e compatta pur avendo le stesse tempistiche di carica e scarica. Di conseguenza, la potenza della batteria può essere massimizzata per alimentare un motore elettrico più grande e potente rispetto alla Yaris Cross.
All'anteriore, la LBX è dotata di montanti MacPherson mentre la sospensione posteriore presenta una barra di torsione per i modelli a trazione anteriore e un assale posteriore a doppio braccio oscillante per le varianti a trazione integrale. Per migliorare il controllo e la stabilità del corpo vettura, Lexus ha incorporato il Vehicle Braking Posture Control, un sistema che utilizza i freni per ridurre al minimo i movimenti laterali di beccheggio.
All'interno, oltre al display nel cruscotto da 12,3 pollici, ce n'è un altro touchscreen da 9,8 pollici per il sistema di infotainment posto nella console centrale. Lo smartphone può essere utilizzato come sostituto delle chiavi del veicolo per aprirlo, avviarlo o chiuderlo.